# Dickie Stanford
Dickie Stanford (ur. 9 stycznia 1956 w pobliżu Highworth, Wiltshire) – brytyjski mechanik, od maja 2014 roku główny menedżer w zespole Williams Heritage.

## Życiorys
Pasja do wyścigów samochodowych Dickieego Stanforda rozpoczęła się w 1968 roku, gdy na torze Brands Hatch obejrzał on zawody Race of Champions. Opuścił szkołę w wieku 16 lat, zaczął pracować dla Brytyjskiego Ministerstwa Rolnictwa, Żywności i Rybołówstwa, zaangażował się w organizację gromadzenia zapasów w przypadku wojny. Wieczorami oraz w weekendy Stanford wraz z przyjacielem był zaangażowany w prowadzenie zespołu wyścigowego w Formule Ford. To doświadczenie nauczyło go mechaniki, przez co zrezygnował z pracy w Ministerstwie, aby zostać mechanikiem samochodów drogowych w garażu swojego przyjaciela i mechanikiem zespołu wyścigowego. Praca jako mechanik w wyścigach stała się dla niego głównym zadaniem. Był mechanikiem wyścigowym Jamesa Weavera i Jonathana Palmera w wyścigach klasy Sports 2000. Stanford rozpoczął pracę dla kierowców Grand Prix – Tima Schenkena i Howdena Ganleya – z którymi utworzył firmę wyścigową Tiga. Przez krótki czas budowali bolidy Formuły 3.
Po tym gdy firma została zamknięta Stanford wycofał swoje zaangażowanie w wyścigi, do momentu aż zgłosił się do zespołu Williams o pracę, jednak jego zgłoszenie zostało odrzucone. Zaproponowano mu pacę w zespole Formuły 2 Ralt w 1983 roku, wtedy też poznał Alana Challisa menadżera zespołu Williams. Dwa miesiące później w styczniu 1985 roku Stanford rozpoczął pracę w zespole Williams jako mechanik wyścigowy Nigela Mansella. Współpracował też z innymi kierowcami wyścigowymi takimi jak Riccardo Patrese czy Juan Pablo Montoya. W latach 1988–1989 pracował w zespole badawczym, w kolejnym roku został szefem mechaników. W 1994 roku awansował na stanowisko menedżera zespołu wyścigowego, na którym pracował do 2005 roku, po czym objął stanowisko głównego menedżera ds. produkcji w fabryce zespołu. Został menedżerem zespołu testowego. W latach 2010–2014 ponownie był menedżerem zespołu wyścigowego, gdy został następcą Tima Newtona.
W maju 2014 roku rozpoczął pacę na stanowisku głównego menedżera w zespole Williams Heritage, na którym nadzoruje zespół mechaników przygotowujących dawne bolidy zespołu Williams.

## Życie prywatne
Dickie Stanford wychowywał się w Swindon. Mieszka w Marlborough. Wraz ze swoją żona ma dwójkę dzieci. Jego hobby jest majstrowanie przy modelach samolotów i samochodów zdalnie sterowanych.